# Austramathes ceramodes
Austramathes ceramodes là một loài bướm đêm trong họ Noctuidae.